# Jodie Turner-Smith
Jodie Turner-Smith   (Peterborough, 7 de setembre de 1986) és una actriu i model britànica. És coneguda pel seu treball a The Last Ship, Nightflyers, Queen i Slim i Without Remorse.

## Primers anys
Turner-Smith va néixer a Peterborough, Anglaterra, de pares jamaicans; és l'única dels seus germans que no va néixer a Jamaica. Va residir a Peterborough fins als 10 anys. Després de divorciar-se els seus pares, va emigrar als Estats Units amb la seua mare, el seu germà i la seua mitja germana, residint a Gaithersburg, Maryland. Va estudiar finances a la Universitat de Pittsburgh; es va graduar el 2008 i posteriorment va treballar en un banc. Viu a Los Angeles des del 2009.

## Carrera
El 2009, un amic comú va presentar Turner-Smith al músic Pharrell Williams després d'un concert de N.E.R.D.. Quan li va dir que volia convertir-se en escriptora, ell la va convéncer perquè es convertís en model i es traslladés a Los Angeles.
Va debutar com a actriu l'any 2013 com una sirena a True Blood, la qual cosa va donar lloc a nombrosos papers menors en pel·lícules i vídeos musicals entre 2013 i 2017. Durant aquest temps, va ser acreditada com Jodie Smith. El 2016, va aparéixer al vídeo musical de "Pillowtalk" de Zayn Malik.
Va rebre reconeixement per interpretar la Sgt. Azima Kandie a la temporada 2017-2018 de la sèrie de TNT The Last Ship. Va tenir un paper important com Melantha Jhirl a la sèrie de Syfy i Netflix Nightflyers del 2018.
Va interpretar a Josie a la sèrie de Cinemax Jett, que es va estrenar el juny de 2019, i va interpretar el paper de Queen a la pel·lícula dramàtica del 2019 Queen i Slim, al costat de Daniel Kaluuya.
L'octubre de 2020, es va anunciar que Turner-Smith interpretaria la reina Anna Bolena a Anne Boleyn, una sèrie dramàtica de tres parts a Channel 5, que detalla els últims mesos de la vida de Bolena. El seu càsting va tenir una reacció negativa a causa del seu color de pell. La sèrie es va estrenar el maig de 2021. Turner-Smith va rebre elogis per la seua actuació, però els crítics van ser menys elogiosos sobre l'escriptura i la trama de la sèrie. Les reaccions del públic van ser mixtes.
El gener de 2021, es va anunciar que va ser elegida com Éile, una guerrera beneïda amb la veu d'una deessa, a The Witcher: Blood Origin, una sèrie limitada de sis episodis preqüela de The Witcher. L'abril de 2021 va anunciar que havia abandonat el projecte a causa de conflictes de programació i un canvi en el calendari de producció.
Turner-Smith va protagonitzar el drama de ciència-ficció de Kogonada After Yang al costat de Colin Farrell. La pel·lícula es va estrenar el març de 2022. Es va unir al spin-off de Star Wars The Acolyte.

## Vida privada
Turner-Smith va començar una relació amb l'actor Joshua Jackson l'octubre de 2018. Es van casar el desembre de 2019 i la seua filla va néixer l'abril de 2020.